# Zagorje, Pivka
Zagorje este o localitate din comuna Pivka, Slovenia, cu o populație de 358 de locuitori.